# Ennigerloh
Ennigerloh é uma cidade da Alemanha, localizado no distrito de  Warendorf, Renânia do Norte-Vestfália. Possui uma população de 20.437 habitantes. Sua economia é baseada na indústria do cimento. Na Idade Média a cidade era um potência agrícola.